# On Frail Wings of Vanity and Wax
On Frail Wings Of Vanity And Wax — перший студійний альбом американського пост-хардкор гурту Alesana. Спочатку випущений в 2006 році з лейблом Tragic Hero Records, але пізніше був повторно випущений Fearless Records в 2007 році. Містить багато аналогій з грецькою міфологією і середньовіччям. Назва звертається до грецького міфу про Ікара, крила якого були зроблені з воску і розтанули, коли той спробував був досягти сонця.

## Список композицій
| #     | Назва                              | Тривалість |
| ----- | ---------------------------------- | ---------- |
| 1.    | «Icarus»                           | 1:00       |
| 2.    | «Ambrosia»                         | 3:05       |
| 3.    | «Pathetic, Ordinary»               | 4:00       |
| 4.    | «Alchemy Sounded Good at the Time» | 4:14       |
| 5.    | «Daggers Speak Louder Than Words»  | 3:27       |
| 6.    | «Last Three Letters»               | 3:33       |
| 7.    | «Apology»                          | 5:18       |
| 8.    | «Tilting the Hourglass»            | 3:49       |
| 9.    | «This Conversation Is Over»        | 3:24       |
| 10.   | «Congratulations, I Hate You»      | 4:02       |
| 11.   | «Third Temptation of Paris»        | 3:42       |
| 12.   | «A Siren's Soliloquy»              | 4:01       |
| 13.   | «Nero's Decay»                     | 4:26       |
| 48:01 |                                    |            |

| Перевидання 2007 року | Перевидання 2007 року | Перевидання 2007 року |
| #                     | Назва                 | Тривалість            |
| --------------------- | --------------------- | --------------------- |
| 14.                   | «Early Mourning»      | 3:54                  |
| 15.                   | «Apology (Acoustic)»  | 3:59                  |
| 55:54                 |                       |                       |

Також, у середині 2007 року було відзнято перший відеокліп до пісні «Ambrosia».